# Розенталь, Фридрих Кристиан
Фридрих Кристиан Розенталь (нем. Friedrich-Christian Rosenthal; 3 июня 1779, Грайфсвальд — 5 декабря 1829, Грайфсвальд) — немецкий анатом.

## Биография
В университете Грейфсвальда изучал медицину (1797—1801); затем продолжал занятия в Йене и защитил (1802) докторскую диссертацию на тему De organo olfactus quorundam animalium. Вернулся в Грейфсвальд и занял место приват-доцента при университете, представив вторую часть своей диссертации (1807). Потом занял место профессора анатомии в Берлине. 
В 1815 году — профессор при анатомическом музее. В 1819 г. приглашен ординарным профессором по анатомии и физиологии и директором зоотомического музея в Грайфсвальдском университете. Занимался главным образом анатомией рыб и морских млекопитающих. 
Главнейшие работы Розенталя: Ichthyotomische Tafeln (Берлин, 1812—25, 6 вып.), Ein Beitrag z. Encephalotomie (Веймар, 1815), Ueber d. Sinnesorgane d. Seehunde («Verh. Leop.-Carol. Ak. Nat.», XII), Abh. auf d. Gebiete d. Anat., Phys. u. Path. (Берлин, 1824), Beitrag z. Anat. d. Quallen («Tiedem. Zeitschr. Phys.», I), Naturh. Bemerk. d. Wale (Грейфсвальд, 1827), De Balaenopteris ventre sulcato distinctis (Progr. Jubil. Blumenbachs, Грейфсвальд, 1828) и многие другие, обнародованные преимущественно в Horn’s и Reil’s Archiv’ax и Verh. Leop.-Carol. Ak. Naturf.

## Сочинения
- De organo olfactus quorundam animalium. Dissertation, 1802.
- Disquisitio anatomica de organo olfactus quorundam animalium. Habilitationsschrift, 1807.
- Ueber den Bau der Spindel im menschlichen Ohr. 1823.
- De intimis cerebri venis. 1824.